# Ram Prasad Bismil
Ram Prasad Bismil (* 11. Juni 1897 in Shahjahanpur; † 19. Dezember 1927) war ein indischer Revolutionär und Dichter, der in Mainpuri an der Verschwörung von 1918 und an der Verschwörung der Kakori im Jahr 1925 gegen das Britische Weltreich teilgenommen hatte. Er schrieb unter den Künstlernamen Ram, Agyat und Bismil in Hindi und Urdu. Bekannt wurde er allerdings nur als Bismil. Er wird mit Arya Samaj in Verbindung gebracht, wo er seine Inspiration für Satyarth Prakash, einem Buch von Swami Dayanand Saraswati fand. Er hatte auch eine vertrauliche Verbindung mit Lala Har Dayal durch seinen Guru Swami Somdev, ein Prediger der Arya Samaj.
Bismil war eines der Gründungsmitglieder der revolutionären Organisation Hindustan Republikaner Association. Bhagat Singh lobte ihn als großen Dichter und Schriftsteller, der auch die Bücher von Catherine Bolshevikon Ki Kartoot aus dem Englischen ins Bengalische übersetzte. Mehrere patriotische Werke werden ihm zugeschrieben, darunter das Gedicht Sarfaroshi ki Tamanna.